# Harry Bannister
Harry Bannister (Holland, 29 settembre 1889 – New York, 26 febbraio 1961) è stato un attore statunitense.

## Filmografia parziale

### Cinema
- Her Private Affair, regia di Paul L. Stein (1929)
- The Girl of the Golden West, regia di John Francis Dillon (1930)
- L'agguato dei sottomarini (Suicide Fleet), regia di Albert S. Rogell (1931)
- Girl on the Run, regia di Arthur J. Beckhard e Joseph Lee (1953)

### Televisione
- Fireside Theatre – serie TV (1949)
- Martin Kane, Private Eye – serie TV (1949)
- Colgate Theatre – serie TV (1949)
- The Doctor – serie TV, episodio 1x18 (1952)
- Studio One – serie TV (1954)
- Kraft Television Theatre – serie TV (1956)
- Appointment with Adventure – serie TV (1956)
- I Spy – serie TV (1956)
- The Phil Silvers Show – serie TV (1956)
- Robert Montgomery Presents – serie TV (1956-1957)
- True Story – serie TV (1958)
- Deadline – serie TV (1960)